# José Bustamante
|  | No s'ha de confondre amb José Bustamante Nava. |

José Bustamante (La Paz, 1907 - ?) fou un futbolista bolivià de la dècada de 1930.
Fou 9 cops internacional amb la selecció boliviana de futbol, amb la qual disputà la Copa del Món de futbol de 1930. També participà en els campionats sud-americans de 1926 i 1927. Pel que fa a clubs, defensà els colors del Club Litoral de La Paz.